# Nouan-le-Fuzelier
Nouan-le-Fuzelier är en kommun i departementet Loir-et-Cher i regionen Centre-Val de Loire i de centrala delarna av Frankrike. Kommunen ligger i kantonen Lamotte-Beuvron som tillhör arrondissementet Romorantin-Lanthenay. År 2022 hade Nouan-le-Fuzelier 2 293 invånare.

## Befolkningsutveckling
Antalet invånare i kommunen Nouan-le-Fuzelier
| Referens: INSEE |